# سیارک ۲۱۶۶
سیارک ۲۱۶۶ (به انگلیسی: 2166 Handahl، نامگذاری:1936QB) دو هزار و صد و شصت و ششمین سیارک کشف شده‌است که در ۱۳ اوت ۱۹۳۶ و در رصدخانه سایمیز کشف شد.
قدر مطلق سیارک برابر ۱۴٫۳۰ است.